# Gullstrand (månekrater)
Gullstrand er et nedslagskrater på Månen. Det befinder sig på den nordlige halvkugle på Månens bagside og er opkaldt efter den svenske øjenlæge og nobelprismodtager
Allvar Gullstrand (1862-1930).
Navnet blev officielt tildelt af den Internationale Astronomiske Union (IAU) i 1970. 

## Omgivelser
Gullstrandkrateret ligger omkring en kraterdiameter sydøst for det større Perrinekrater. I retning vest-sydvest ligger Queteletkrateret.

## Karakteristika
Gullstrand har en cirkulær kraterrand, som er forholdsvis skarpt aftegnet og kun moderat slidt. Et lille klokkeformet krater har dannet en åbning gennem randen i sydvest, og et småkrater er forbundet med det langs Gullstrands sydøstlige rand. Et lille krater med særpræget form er forbundet med Gullstrand mod øst. Der er mange små kratere langs randen mod nord og syd.
De indre kratervægge er ret enkle og uden særpræg, og der ligger ikke betydningsfulde kratere i kraterbunden. I kratermidten er der en lav central top.

## Satellitkratere
De kratere, som kaldes satellitter, er små kratere beliggende i eller nær hovedkrateret. Deres dannelse er sædvanligvis sket uafhængigt af dette, men de får samme navn som hovedkrateret med tilføjelse af et stort bogstav. På kort over Månen er det en konvention at identificere dem ved at placere dette bogstav på den side af satellitkraterets midte, som ligger nærmest hovedkrateret. Gullstrandkrateret har følgende satellitkratere:
| Gullstrand | Længde  | Bredde   | Diameter |
| ---------- | ------- | -------- | -------- |
| C          | 46,8° N | 126,6° V | 15 km    |

## Måneatlas
- Billeder af Gullstrandkrateret i LPI-måneatlasset